# Boeing P-12/F4B
Boeing P-12/F4B – amerykański samolot myśliwski opracowany przez Boeinga dla USAAF w wersji P-12 oraz marynarki amerykańskiej w wersji oznaczonej jako F4B, który wszedł do służby na początku lat 30. XX wieku.
Samoloty wyposażone były w 2 karabiny maszynowe kalibru 7,62 mm oraz przenosić mogły bomby o łącznej masie do 226 kg. Napędzane były gwiazdowym silnikiem R-1340-8 o mocy 425 hp (317 kW). Prędkość maksymalna tych samolotów wynosiła 283 km/h na wysokości 6000 stóp, prędkość wznoszenia zaś 1524 metrów w czasie 2,9 minuty.